# Шервуд, Роберт Эммет
Ро́берт Э́ммет Ше́рвуд (англ. Robert Emmet Sherwood; 4 апреля 1896, Нью-Рошелл, штат Нью-Йорк — 14 ноября 1955, Нью-Йорк) — американский драматург, сценарист, писатель, журналист, историк. Лауреат четырёх Пулитцеровских премий.

## Биография
Родился в семье богатого биржевого маклера Артура Мюррея Шервуда и художницы Розины Е. Шервуд.
Окончив Milton Academy, поступил в Гарвардский университет. Во время Первой мировой войны, прервав учёбу в Гарварде, служил в канадских вооружённых силах. Был ранен. После войны вернулся в США и работал в журналах «Life», «Vanity Fair» и «New York Herald».
В начале Второй мировой войны Р. Шервуд возглавил зарубежную службу Управления военной информацией, в создании которой принимал активное участие.
После окончания войны вернулся к драматургии. В 1946 году написал сценарии кинофильма «Лучшие годы нашей жизни», признанного лучшим фильмом года и получившего 7 наград премии «Оскар», в том числе Роберт Шервуд был удостоен «Оскара» в категории «Лучший сценарий».

## Творчество
Автор пьес:
- Дорога на Рим / The Road to Rome (1927)
- Любовное гнездышко / The Love Nest (1927)
- Муж королевы / Queen Husband (1928) — экранизирована в 1931 году (фильм под названием «The Royal Bed»)
- Это Нью-Йорк / This Is New York (1929) — экранизирована в 1932 году
- Мост Ватерлоо / Waterloo Bridge (1930) — экранизирована дважды в 1931 и 1940 годах
- Свидание в Вене / Reunion in Vienna (1931) — экранизирована в 1933 году
- Acropolis (1933)
- Окаменевший лес / The Petrified Forest (1935) — экранизирована в 1936 году
- Товарищ / Tovarich (1935) — экранизирована в 1937 году
- Восторг идиота / Idiot’s Delight (1936) (Пулитцеровская премия) — экранизирована в 1939 году
- Эйб Линкольн в Иллинойсе / Abe Lincoln in Illinois (1938) (Пулитцеровская премия) — экранизирована в 1940 году
- Да сгинет ночь / There Shall Be No Night (1940) (Пулитцеровская премия)
- Мисс Свобода / Miss Liberty (1949) — мюзикл

и других.
Р. Шервуд — автор нескольких киносценариев, в том числе:
- 1938 — Развод леди Икс
- 1940 — Ребекка
- 1947 — Жена священника
- 1953 — Человек на канате

В 1994 году Шервуд стал одним из персонажей фильма «Миссис Паркер и порочный круг», роль которого сыграл актёр Н. Кассаветис.

## Исторические труды
Будучи директором зарубежной службы Управления военной информацией, Шервуд получив доступ к архиву Гарри Гопкинса, ближайшего соратника президента Ф. Д. Рузвельта, создал в 1948 году самую важную свою книгу — «Рузвельт и Гопкинс: история при ближайшем рассмотрении» (англ. «Roosevelt and Hopkins: An Intimate History»; перевод на русский язык: Рузвельт и Гопкинс глазами очевидца. М., 1958. Т. 1—2), за которую получил четвертую Пулитцеровскую премию.